# گمینا کییوو کرولوسکیه
گمینا کییوو کرولوسکیه (به لهستانی:  Gmina Kijewo Królewskie) یک گمینا در لهستان است که در شهرستان خومنو واقع شده‌است. گمینا کییوو کرولوسکیه ۷۲٫۱۹ کیلومتر مربع مساحت و ۴٬۲۹۴ نفر جمعیت دارد.